# Instituição Particular de Solidariedade Social
Instituição Particular de Solidariedade Social (IPSS) em Portugal é uma instituição constituída sem finalidade lucrativa, por iniciativa de particulares, com o objectivo de dar expressão organizada ao dever moral de solidariedade e de justiça entre os indivíduos, com a condição de não serem administradas pelo Estado ou por um corpo autárquico. As IPSS tiveram o seu Estatuto inicialmente aprovado em 1983, pelo Decreto-Lei nº 119/83 de 25 de Fevereiro. Actualmente regem-se pelo Decreto-Lei nº 172-A/2014, publicado a 14 de Novembro de 2014, que reviu o Estatuto inicial de 1983.
Os objetivos destas instituições incluem:
- Apoio a crianças e jovens;
- Apoio à família;
- Protecção dos cidadãos na velhice e invalidez e em todas as situações de falta ou diminuição de meios de subsistência ou de capacidade para o trabalho;
- Promoção e proteção da saúde, nomeadamente através da prestação de cuidados de medicina preventiva, curativa e de reabilitação;
- Educação e formação profissional dos cidadãos;
- Resolução dos problemas habitacionais das populações.[2]

Na qualidade de entidades empregadoras as IPSS são obrigatoriamente inscritas na Segurança Social.
A inscrição é feita oficiosamente
- Através dos elementos remetidos pela administração fiscal na data da participação de início do exercício de atividade
- Com base em ações de inspeção ou de fiscalização (no caso de entidades irregularmente constituídas que tenham trabalhadores ao seu serviço).[3]

As entidades empregadoras podem beneficiar da:
- Isenção do pagamento de contribuições, se celebrarem contrato de trabalho sem termo com:
  - Desempregados de muito longa duração
  - Trabalhadores ao seu serviço já vinculados por contrato de trabalho a termo
  - Reclusos em regime aberto.[3]

- Redução da taxa contributiva, se celebrarem contrato de trabalho sem termo com:
  - Jovens à procura do 1.º emprego e desempregados de longa duração
  - Trabalhadores ao seu serviço já vinculados por contrato de trabalho a termo
  - Reclusos em regime aberto.[3]

Existe uma literatura acerca dos problemas de gestão das IPSS, nomeadametne a nivel da subtentabilidade das IPSS. Parece que os problemas de substentablidade das IPSS parte de ter um modelo de financiamento directo das IPSS. O modelo de financiamento directo às instituições incrementa a dependência de financiamento público, incentiva à desvalorização do papel do utente e suscita situações de desvirtuamento da missão da instituição. Mas os modelos de financiamento do utente também mostram problemas